# هادی غفاری

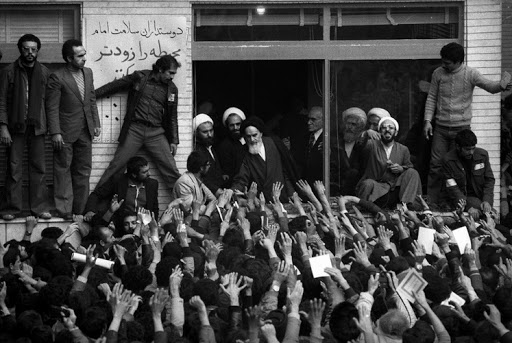
تصویر دیدار روح‌الله خمینی با هواداران و هادی غفاری در سمت راست تصویر

هادی غفاری (زادهٔ ۴ تیر ۱۳۲۹) روحانی، مبارز انقلابی، سیاستمدار و عضو شورای مرکزی مجمع «نیروهای خط امام» و رئیس مؤسسهٔ الهادی است. غفاری نماینده سه دوره اول مجلس شورای اسلامی بود و در انتخابات مجلس چهارم، پنجم و هفتم رد صلاحیت شد. وی فرزند حسین غفاری است.

## ابتدای انقلاب
او در یک مصاحبه با دنیای اقتصاد اعلام داشت که پیش از انقلاب خواهرش را جلویش لخت کردند و وی لخت خواهرش را دیده است و همچنین پدرش را هم شلاق زده است.
هادی غفاری در دوران انقلاب با گروه‌های مختلف دانشجویی اعم از سیاسی و غیرسیاسی از جمله نهضت آزادی، سازمان مجاهدین خلق، فدائیان اسلام و حتی گروه‌های کمونیستی مراوده داشت و بعضاً در مناظره‌های درون گروهی شرکت می‌کرد. هادی غفاری نیز به همراه پدرش زندانی بود و در دادگاه نظامی تبرئه شد. وی مدتی نیز در لبنان سپری کرد و به مبارزات چریکی را فرا گرفت.
وی ۴۰ روز با علی شریعتی در یک بند بود. وی در این مورد گفت: من بعد از امام و پدرم ایشان را قبول دارم. آدم روشنفکر و بسیار متدینی بود. نمازش را هم اول وقت می‌خواند. فردی متدین و متعبد بود؛ ولی اهل خنگوله‌بازی هم نبود. واقعاً او به سفر حج نرفته بود؛ بلکه پرواز کرده بود. مرگ دکتر مشکوک است. همین‌طور مرگ مصطفی خمینی.
عباس میلانی دربارهٔ غفاری می‌نویسد: «این شخص به خاطر تندروی و فحاشی‌ها و لفاظی‌های به ظاهر انقلابی اش، و شایعه دلبستگی به خشونت، دختران جوان و خانه‌های تجملی، بدنام شده بود.»
در مورد نقش وی در سرکوب تظاهرات ۳۰ خرداد ۱۳۶۰ چنین گزارش شده‌است:
هادی غفاری که همه نگاه‌ها به او بود با صدای از شدت فریاد گرفته و خشدار جمع را مخاطب گرفت. «لیبرال‌ها، جوجه کمونیست‌ها، کراواتی‌ها، وکلای محترم، پروفسورهای گرام، خانم‌های…» و بعد… خارجی‌ها را مخاطب گرفت و گفت «خبرش را ببرید به دنیا بگین، این انقلاب پشتش به امام زمان است، حق دارید به حرف ما بخندید اما اگر خنده تمسخرتان رگ غیرت بچه مسلمان را جنباند رگ‌های گردنتان را می‌جویم. امتحانش ساده است و خرجی جز یک گردن ناقابل ندارد.»
سپس ادامه داد «... این‌جا کربلاست کرب و بلاست شما که حریف‌تان یک زهرا خانم است با همان چادر به کمر بسته صد تا دکتر و وکیل و مهندس تان را حریف است اما اگر لازم شد همه‌مان هستیم.»
«امروز روز آخر است، آخر الزمان است، دیگر حوصله‌مان را سر بردید. امام فرمودند حجت بر ما تمام شد. یادتان باشد بچه‌ها یک ساعت، آره یک ساعت، از جبهه مرخصی بگیرن بیایند ب[...]شن آب همه تون را برده…»...........

## ماجرای قتل هویدا

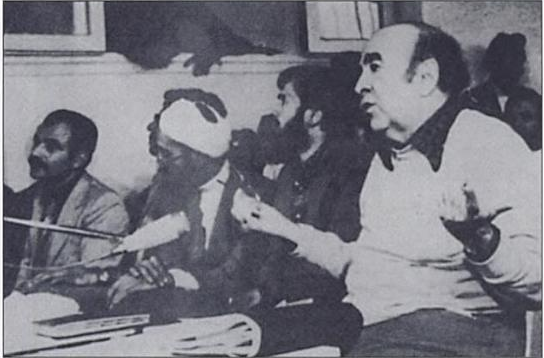
امیرعباس هویدا در دادگاهش، هادی غفاری هم در این جلسه در کنار او نشسته بود.

در جلسه دوم محاکمه هویدا، بعد از خواندن رای توسط خلخالی، هنگامی که هویدا و مأمورین در حال خروج به سمت حیاط بودند، یکی از همراهان هویدا با استفاده از کلت، دو گلوله به او شلیک کرد.
«برخی می‌گویند که خلخالی به هویدا تیراندازی کرد، درحالی که بقیه فردی به نام غفاری را عامل این کار اعلام می‌کنند.»
ابراهیم یزدی، داستان را این‌گونه روایت می‌کند: «زمانی که محاکمه مرحوم هویدا در زندان قصر شروع شد ومی خواست بگوید در دوران ۱۴ ساله زمامداری نخست‌وزیری شاه چه اتفاقاتی افتاد و خاطرات خود را بیان کند، پس از این که جلسه دادگاه تنفس داده می‌شود و هویدا به راهرو می‌آید، یکی از آقایان روحانی که آنجا بوده و من مایل نیستم اسم ببرم، در راهرو با هفت تیر کمری خود هویدا را می‌کشد و زمانی به خلخالی خبر می‌دهند که کار از کار گذشته بوده‌است. هویدا را می‌برند روی صندلی می‌نشانند و عکس می‌گیرند و حکم اعدامش را قرائت می‌کنند و سپس او را اعدام می‌کنند؛ ولی در واقع او را قبل از صدور حکم اعدام، کشته بودند.»
هادی غفاری در پاسخ به یک دانشجو در دانشگاه شیراز و همچنین در گفتگو با حسین دهباشی در برنامه تاریخ آنلاین گفت که هویدا توسط وی کشته نشده و این دروغ است و این مسئله را تکذیب کرد.
اصغر رخ‌صفت، رئیس وقت زندان قصر در این باره می‌گوید: در آن دوره آقای هادی غفاری بدون آنکه مسئولیتی داشته باشد، به زندان قصر رفت و آمد داشت؛ متهم می‌برد و می‌آورد. اسلحه می‌برد و می‌آورد. در روز دادگاه هویدا که او را به حیاط پشت زندان برده بودند و هادی غفاری با یک تیر هویدا را پیش از اعلان حکم کشته بود، یادم است وقتی صدای تیر در یک‌وقت غیر متناسب آمد، بسیار ترسیدم. وقتی سمت صدای تیر رفتم، فهمیدم آقای غفاری هویدا را کشته‌است!
بگفته ابوالفضل حکیمی، نماینده مردمی حاضر در دادگاه هویدا: مدتی که گذشت، تنفس دادند و هویدا را از در پشتی دادگاه خارج کردند. من به دنبال ایشان رفتم. هویدا را از پله‌ها پایین برده بودند. آن بخش از ساختمان زندان قصر یک حیاط کوچک بود که در انتهایش دو اتاق شبیه سلول انفرادی وجود داشت. ناگهان از سمت سلول‌ها صدای گلوله آمد. لحظاتی بعد آقای خلخالی و آقای غفاری از آن اتاق خارج شدند. آقای غفاری یک کلت کمری در دست داشت و خلخالی با سرزنش به او می‌گفت: «دستت چرا می‌لرزید؟» فهمیدم هویدا را کشته‌اند.
هادی غفاری علی‌رغم تأکید بر بی گناهی خود در مسئله اعدام هویدا در گفت و گویی تأکید کرده‌است: «جامعه تشنه مجازات سران شاه بود. مردم می‌خواستند خلخالی را بزنند که چرا زودتر هویدا را اعدام نمی‌کند، نمی‌گویم هویدا شخصاً خودش دزدی زیادی کرده و برای شخص خودش چیزی تلنبار کرده‌است، اما به واقع مسئول بخش‌هایی بود که در آن فساد می‌شد و چهره‌هایی همچون پرویز ثابتی با انتخاب وی منصوب می‌شدند».
محسن رفیق‌دوست در یک مصاحبه تلویزیونی می‌گوید که قطعاً هادی غفاری، امیرعباس هویدا را کشته است، و حالا که گندش در آمده است، این کارش را انکار می‌کند.

## مجلس شورای اسلامی
محسن مجتهد شبستری، در گفتگویی با خبرگزاری استانی آناج خاطره‌ای را از درگیری‌های فیزیکی اولین دورهٔ مجلس شورای اسلامی که خود عضو آن بوده نقل کرده که بخشی از آن به ضرب‌وشتم علی‌اکبر معین‌فر، وزیر نفت در دولت مهندس مهدی بازرگان، توسط سیدعلی اکبر قره باغی اختصاص دارد که به اشتباه هادی غفاری پنداشته شده‌است.
آن زمان ملی-مذهبی ها در مجلس بودند. صباغیان که از اطرافیان مهندس بازرگان بود، سخنرانی قبل از دستور داشت؛ در سخنرانی خود از نظام انتقاد کرد. آقای [غفاری] قره‌باغی [سیدعلی اکبر]، از جای خود برخاست و پیش رفت و گفت این حرف‌ها را نزنید این‌ها حرف‌های دل‌خواه آمریکاست. اما او حرف‌هایش را ادامه داد و آقای قره‌باغی هم جلوتر رفت و یقه‌اش را گرفت تا از پشت تریبون کنارش بکشد. به یاد دارم وزیر نفت وقت، که فرد چاق و چله‌ای بود نزدیک‌تر نشسته بود؛ آمد و دست به عمامهٔ آقای قره‌باغی برد. اما نه عمامه بر زمین افتاد و نه عبای او پاره شد…
علی‌اکبر معین‌فر در گفتگویی موضوع را این‌گونه شرح داده بود:
حضار جلسه ملاحظه کردند که حدود ۱۰ نفر از نمایندگان محترم بر سر آقای صباغیان ریختند و با ضربات مشت و لگد ما را مضروب و مصدوم کردند. خصوصاً آقای غفاری [سید علی اکبر قره باغی] با خارج ساختن کفش از پای خود و کوفتن‌های مرتب بر سر و صورت و بدن اینجانب گوی سبقت را از دیگران ربودند. ایشان همچنین فحش‌های عرضی و ناموسی زن، مادر و خواهر نثار من کردند که مستوجب حد است.
هادی غفاری در سخنانی در دانشگاه شیراز با رد نقش خود در ضرب‌وشتم صباغیان و معین‌فر در مجلس اول شورای اسلامی گفت: «به فرض محال که من این کار را کرده باشم به شما می‌گویم غلط کردم.»
وی در گفتگو با حسین دهباشی گفت آن فرد نه من بلکه سیدعلی اکبر غفاری قره باغی نماینده ارومیه بوده و همه جا تصور می‌شود من بوده‌ام که درست نیست. واقعاً درست نیست. اصلاً او سید است و عمامه سیاه دارد. عکسها هم نشان می‌دهد و به دروغ به من نسبت داده شده‌است.
رفسنجانی در خاطراتش نوشته‌است:
ظهر به مجلس برگشتم. معلوم شد درجلسه علنی بر سر انتخاب نماینده مجلس در شورای سرپرستی صدا و سیما، درگیری به وجود آمده و آقای محمد یزدی و آقای هادی غفاری درگیر شده‌اند.

## حضور در دستگیری و بازجویی ۱۳۵۹
هادی غفاری که در حمله به تظاهرات اعتراضی مجاهدین در ارتباط با دستگیری محمدرضا سعادتی در بهار ۱۳۵۸ فعال بود، و در رویدادهای مشابه نیز شخصاً فرماندهی گروه‌های موسوم به حزب‌الله را در حمله به میتینگ ‌ها و راهپیمایی‌های گروه‌های سیاسی به عهده داشت، در اردیبهشت ۱۳۵۹ و ماجرای موسوم به «انقلاب فرهنگی»، و حمله هواداران جمهوری اسلامی به دانشگاه رشت، هم دخیل بود.

## ماجرای انبار اسلحه
در جریان حوادث پس از انتخابات ۲۲ خرداد ۱۳۸۸ مأموران به اتهام احتکار برنج انبار مسجد الهادی که وی امامت جماعت آن را بر عهده دارد را جستجو کردند و سه قبضه تفنگ و دو قبضه سلاح کمری پیدا کردند و کیهان از بازداشت غفاری خبر داد اما هادی غفاری جریان بازداشت خود را تکذیب و تلفنی به حسین شریعتمداری و روزنامه کیهان که خبر دستگیری وی را انتشار داده بود اعتراض کرد که چرا خبر غیرواقعی منتشر کردید. وی برنج‌ها را متعلق به یکی از کسبه محل دانست که انبار مسجد را اجاره کرده‌است. همچنین گفت بخشی از انبار مدت‌ها پیش در اختیار پایگاه بسیج بوده و پس از تخلیه کسی از باقی ماندن سلاح‌ها خبر نداشته‌است.

## جنگ ایران و عراق
وی در مورد بنی‌صدر گفت: وی دو ویژگی داشت یکی اینکه به‌شدت خودمحور بود. من معتقد نیستم وی در جنگ خیانت کرد. اگر هم با سپاه و ارتش مخالفت می‌کرد به خاطر این بود که می‌خواست پیروزی در جنگ را به نام خود تمام کند. بنی‌صدر کتابی نوشته‌است به نام کیش شخصیت به قول آقای جلال‌الدین فارسی، انگار مقابل آینه نشسته و این کتاب را نگاشته‌است. ایشان کیش شخصیت داشت و خود را همه‌کاره مملکت می‌دانست.

## دهه ۸۰
هادی غفاری ۳ بار توسط شورای نگهبان رد صلاحیت شد و او را فاقد صلاحیت شرکت در انتخابات مجلس شورای اسلامی تشخیص دادند.

### انتقاد به عملکرد سید علی خامنه‌ای
در تیر ماه ۱۳۸۸، در جریان اعتراضات به نتایج انتخابات ریاست جمهوری هادی غفاری سخت به عملکرد خامنه‌ای معترض بود و در یک سخنرانی با حضور مهدی کروبی، خامنه‌ای را بی‌تدبیر و بی سواد اعلام کرد و او را مسئول بی‌حیثیتی روحانیت دانست.
او هم چنین پس از حبس خانگی موسوی و کروبی خواستار رفع حبس خانگی موسوی و کروبی شد.
غفاری در مراسمی خطاب به کروبی می‌گوید: جناب آقای کروبی، من مسئول حرفهای خودم هستم. از همین‌جا هم حاضر هستم هر سلولی بروم. من بدنم با سلول آشناست.